# Horst Meyer (Fußballspieler)
Horst Meyer (* 14. Mai 1933) war Fußballspieler in Weißenfels. Dort spielte er für den SC Fortschritt von 1955 bis 1960 in der DDR-Oberliga, der höchsten Spielklasse des DDR-Fußball-Verbandes.

## Leben und Karriere
Als der SC Fortschritt Weißenfels 1954/55 den Aufstieg in die DDR-Oberliga schaffte, gehörte zum Spielerstamm der 21-jährige Stürmer Horst Meyer. Er wurde regelmäßig auf der linken Angriffsseite eingesetzt. Sein Oberligadebüt gab der SC Fortschritt in der im Herbst 1955 durchgeführten einfachen Übergangsrunde, die der Angleichung an den ab 1956 geltenden Kalenderjahr-Spielplan diente. Auch unter dem neuen Trainer Herbert Worbs spielte Meyer weiter Linksaußenstürmer und bestritt alle 13 Spiele der Übergangsrunde. In den beiden folgenden Spielzeiten 1956 und 1957 bestritt Meyer auf seiner angestammten Position ebenfalls alle Punktspiele. 
1958 verlor er seinen Stammplatz an den vier Jahre jüngeren Heinz Degenkolbe. Zwar kam Meyer in der 26 Spiele währenden Saison noch auf 20 Einsätze, von denen er die Hälfte aber nur als Einwechselspieler absolvierte. Erst nachdem Trainer Worbs 1959 die Angriffsformation des SC Fortschritt umstellte und Meyer auf die halblinke Sturmposition beorderte, konnte sich dieser wieder in die Stammelf hineinspielen. Er bestritt nicht nur 24 Punktspiele, sondern wurde mit zehn Treffern auch zum Torschützenkönig der Mannschaft. Damit hatte er auch entscheidenden Anteil daran, dass der SC Fortschritt Weißenfels die Saison als Sechster beendete und damit das beste Ergebnis seiner Oberligageschichte erreichte. Zur Saison 1960 bekam die Mannschaft mit Gerhard Gläser einen neuen Trainer, der Meyer flexibler auf verschiedenen Angriffspositionen einsetzte. Meyer bestritt erneut alle 26 Punktspiele und wurde diesmal mit 13 Toren Weißenfels treffsicherster Spieler. Seiner Mannschaft gelang hingegen während der gesamten Saison kein einziger Sieg, weit abgeschlagen musste sie aus der Oberliga absteigen. 
Da eine Rückkehr in die Eliteliga nicht mehr erreicht wurde, war damit die Oberligakarriere von Horst Meyer beendet. Von 1956 bis 1960 hatte er 122 Oberligaspiele absolviert, was einer Quote von 94 Prozent entspricht. Mit seinen 41 Toren wurde er zum besten Weißenfelser Oberligaschützen aller Zeiten. Meyer blieb auch nach dem Abstieg und der Rückstufung des Sportclubs zur Betriebssportgemeinschaft der Fortschritt-Mannschaft erhalten. In der DDR-Liga-Saison 1961/62, die wegen der Rückkehr zum Sommer-Frühjahr-Spielplan über 39 Runden lief, wurde Meyer mit 20 Treffern erneut Weißenfelser Torschützenkönig und viertbester Torjäger der DDR-Liga. 1966 erlebte er zum zweiten Mal einen Abstieg, als Fortschritt Weißenfels von der zweitklassigen DDR-Liga in die Bezirksliga Halle abstieg. Inzwischen 33-jährig verhalf er seiner Mannschaft als Bezirksliga-Torschützenkönig mit 23 Toren zum sofortigen Wiederaufstieg. 